# Каштанка (фильм)
«Каштанка» — советский фильм 1975 года, снятый режиссером Романом Балаяном на Киностудии имени А. Довженко. Экранизация одноимённого рассказа Антона Чехова.

## Сюжет
Потерявшуюся собаку Каштанку подбирает на улице цирковой актёр месье Жорж. Он даёт ей новое имя — Тётка и, подготовив с ней номер, начинает выступать в цирке. Их выступления пользуются большим успехом.

## В ролях
- Олег Табаков — мсье Жорж
- Лев Дуров — Лука Александрович, столяр
- Вячеслав Борисов — Федюшка, сын столяра
- Зоя Недбай — Марья
- Сергей Шварцзойд

## Критика
Встреча с героями Чехова- всегда большая радость и творческое наслаждение для каждого актера. И в то же время большая ответственность, тем более когда речь идет об экранизации хорошо известного произведения. Мне довелось в этом фильме
сыграть роль столяра. Уже существовало несколько кинематографических версий «Каштанки», и мне кажется, что режиссеру Роману Балаяну удалось найти свое решение этого рассказа, передать его гуманистическую сущность. В главной роли снялась собачка, «судьба» которой удивительно похожа на историю чеховской героини. Роль клоуна сыграл Олег Табаков, многогранное дарование которого, на мой взгляд, очень интересно раскрылось в этом фильме
— Лев Дуров

## Награды
- 1977 — Кинофестиваль «Молодые — молодым» в Киеве: Диплом «За удачную экранизацию» Роману Балаяну, приз Госкино УССР «За операторскую работу» Александру Итыгилову[1]